# Alpinia macrostaminodia
Alpinia macrostaminodia är en enhjärtbladig växtart som beskrevs av Chaveer. och Sudmoon. Alpinia macrostaminodia ingår i släktet Alpinia och familjen Zingiberaceae.
Artens utbredningsområde är Thailand. Inga underarter finns listade i Catalogue of Life.